# Hospital de inmigrantes de la isla Ellis

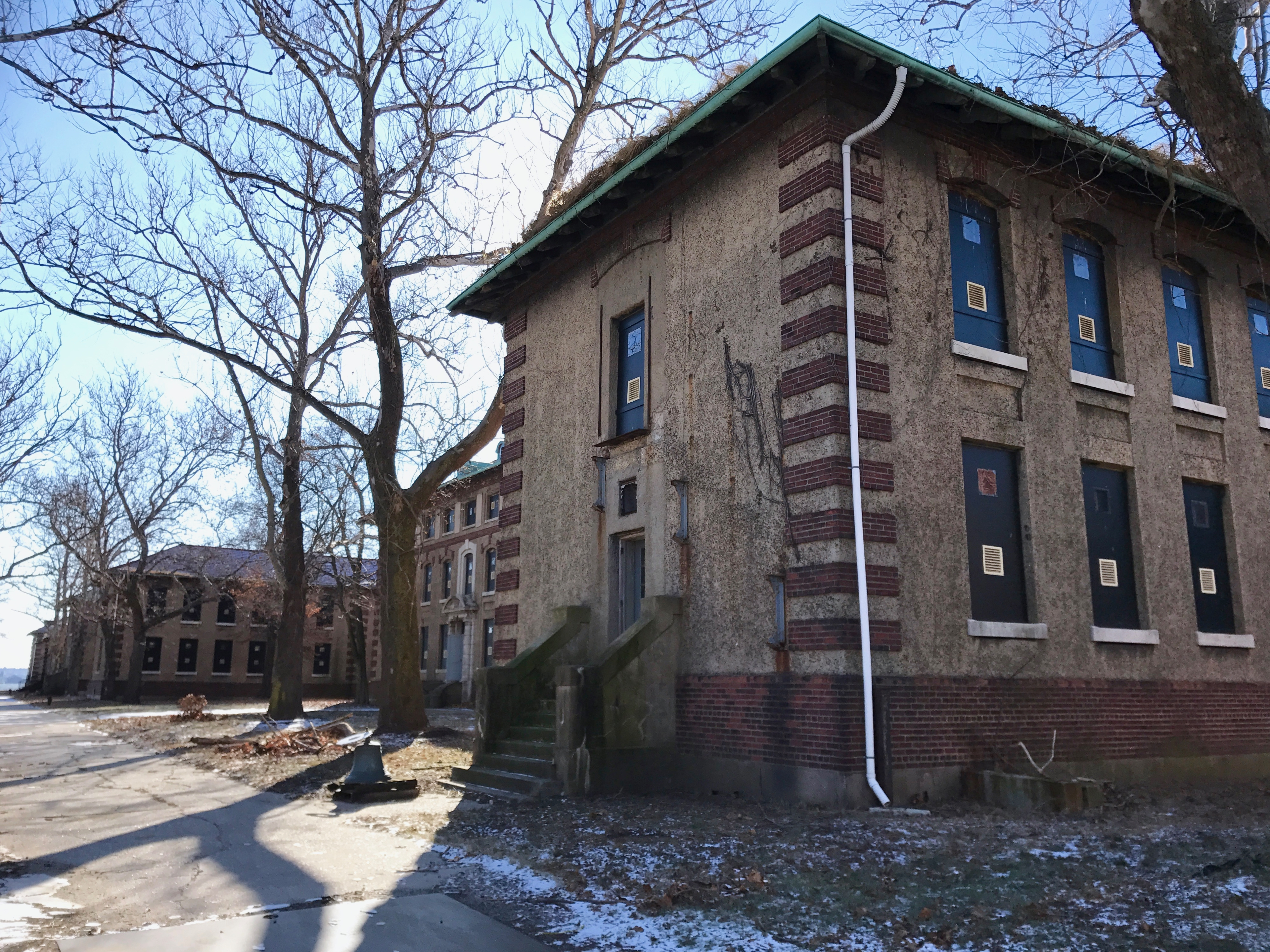
El Hospital de Inmigrantes de la isla Ellis

El Hospital de inmigrantes de la isla Ellis (en inglés: Ellis Island Immigrant Hospital) (también conocido como USPHS Hospital # 43) fue un hospital del Servicio de Salud Pública de los Estados Unidos en la isla Ellis en el puerto de Nueva York, Estados Unidos, que funcionó desde 1902 hasta 1951. El hospital es parte del Monumento Nacional Estatua de la Libertad. Si bien el monumento es administrado por el Servicio de Parques Nacionales como parte de la oficina de Parques Nacionales del Puerto de Nueva York, el lado sur de la Isla Ellis, incluido el hospital, es administrado por la organización sin fines de lucro "Save Ellis Island Foundation" y ha estado cerrado al público en general desde su cierre en 1954.
Construido en fases, la instalación abarcaba tanto un hospital general como un hospital separado para enfermedades contagiosas estilo pabellón. El hospital tenía dos funciones: primero, tratar a los inmigrantes que estaban enfermos al llegar, y segundo, tratar a los inmigrantes con condiciones que estaban prohibidas por las leyes de inmigración. Estos últimos pacientes fueron estabilizados y a menudo enviados de regreso a sus países de origen. Entre 1902 y 1951, el hospital atendió a más de 275,000 pacientes; hubo aproximadamente 4,000 muertes y 350 bebés nacieron allí.
El Hospital de Inmigrantes fue administrado por el Servicio del Hospital Marino, que se reorganizó y amplió en 1902 y se convirtió en el Servicio de Salud Pública y Hospital Marino. El nombre se acortó en 1912 y se convirtió en el Servicio de Salud Pública de los Estados Unidos (PHS). Todos los médicos de la isla Ellis formaban parte del Cuerpo Comisionado del Servicio de Salud Pública de los Estados Unidos. Las enfermeras y el resto del personal médico eran empleados del PHS. Los médicos de PHS llevaron a cabo la inspección de línea, el examen médico de los inmigrantes que llegaron y trataron a los inmigrantes detenidos en los hospitales.
La "Fundación Save Ellis Island" está realizando esfuerzos para restaurar los edificios del hospital y otras estructuras en la isla. El complejo hospitalario ha estado abierto al público de manera limitada para los recorridos de Hard Hat desde 2014, provisto por la Fundación Save Ellis Island.